# Prosimna
Prosimna (en griego, Πρόσυμνα) es el nombre de un pueblo de Grecia que pertenece al municipio de Argos-Micenas, en la unidad periférica de Argólida. Anteriormente se había llamado Berbati. En el año 2011 tenía una población de 589 habitantes.

## Antigua ciudad

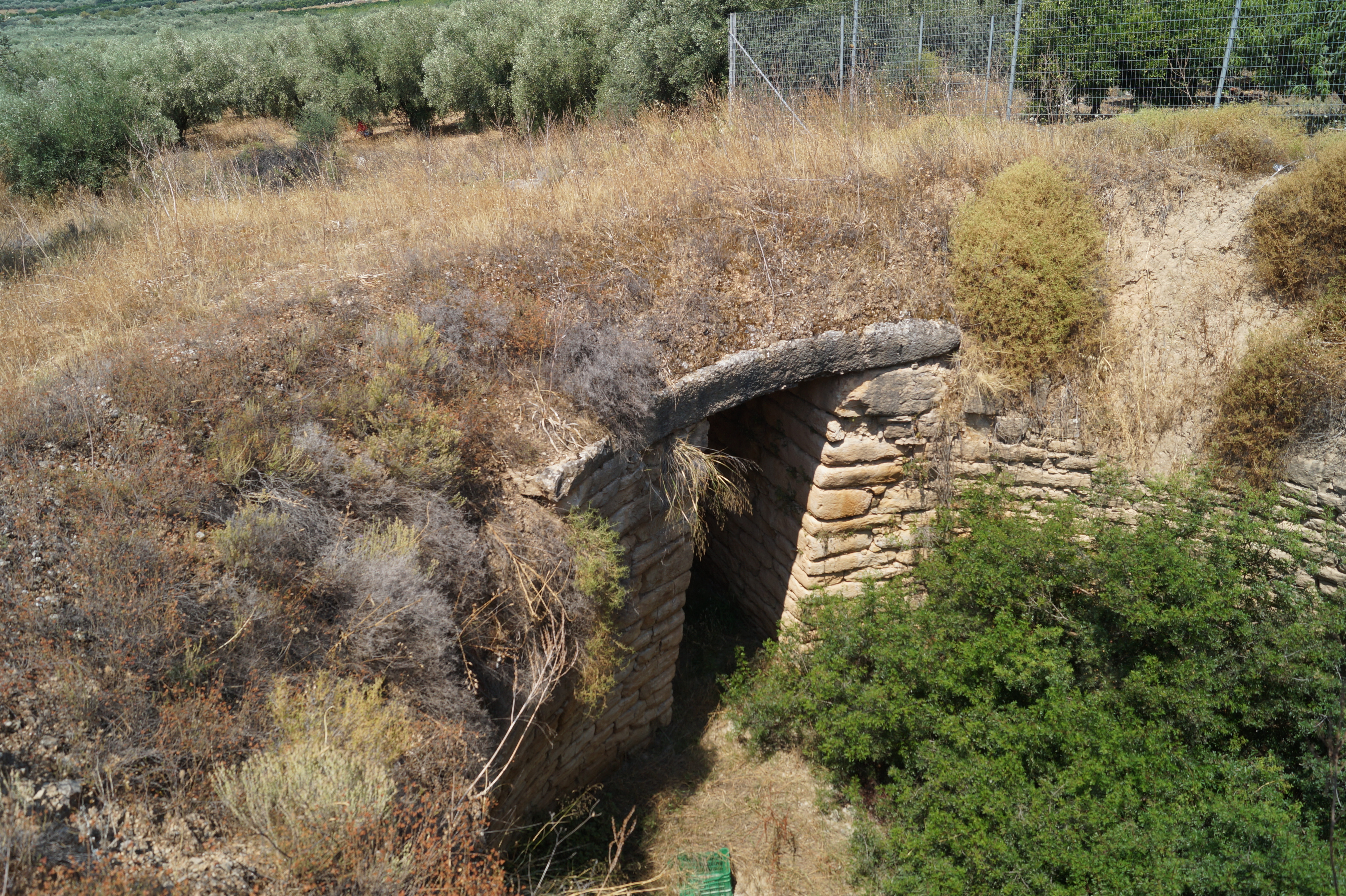
Tholos hallado en la antigua Prosimna.

A varios kilómetros al suroeste del pueblo se hallan los restos de la antigua ciudad de Prosimna.
Estrabón dice que su territorio limitaba con el de Tirinto y que allí se hallaba un santuario de Hera, el famoso Hereo de Argos. 
Según la mitología griega, su nombre deriva de una hija de Asterión llamada Prosimna que, junto con sus hermanas Acrea y Eubea, fueron nodrizas de Hera.

## Arqueología
El lugar fue habitado desde el periodo Neolítico. En el área donde se encontraba la antigua Prosimna Panagiotis Stamatakis descubrió en 1878 una tumba en forma de tholos que fue construida en época micénica y que también fue reutilizada en periodos posteriores. Las investigaciones arqueológicas prosiguieron a cargo de equipos del Instituto Sueco de Atenas en la década de 1930 y luego durante las de 1980 y 1990 que hallaron dos áreas de asentamiento en dos partes diferentes de la ladera de la colina Mastos, pertenecientes a los periodos Heládico Antiguo y Heládico Reciente respectivamente. Se han hallado tumbas de cámara y grandes cantidades de cerámica que atestiguan que el lugar fue un importante centro de producción de este material durante muchos siglos. Durante los periodos helenístico temprano y romano tardío el área también experimentó un auge.